# Canton de Carbon-Blanc
Le canton de Carbon-Blanc est une ancienne division administrative française du département de la Gironde en région Aquitaine. Située dans l'arrondissement de Bordeaux, elle tient lieu, jusqu'au redécoupage cantonal de 2014, de circonscription d'élection des anciens conseillers généraux.

## Histoire
- Créé en 1801[1] l'ancien canton de Carbon-Blanc est amputé en 1973 des cantons de Cenon et de Floirac, puis de Lormont en 1982.
- De 1833 à 1840, les cantons de Bordeaux-4 et de Carbon-Blanc avaient le même conseiller général. Le nombre de conseillers généraux était limité à 30 par département[2].
- De 1840 à 1848, les cantons de Bordeaux-6 et de Carbon-Blanc avaient le même conseiller général. Le nombre de conseillers généraux était limité à 30 par département[3].
- Lors du redécoupage de 2014 applicable lors des élections départementales de mars 2015, les six communes du canton sont fusionnées avec deux communes du canton de Lormont modifié (Ambès et Saint-Louis-de-Montferrand) et une commune du canton de Cenon modifié (Beychac-et-Caillau) pour former le nouveau canton de la Presqu'île[4],[5].

## Géographie
Cet ancien canton était organisé autour de Carbon-Blanc dans la région naturelle de l'Entre-deux-Mers. Son altitude variait de 0 m (Ambarès-et-Lagrave) à 64 m (Saint-Sulpice-et-Cameyrac) pour une altitude moyenne de 12 m.

## Composition
Le canton de Carbon-Blanc regroupait six communes et comptait 38 180 habitants (population municipale) au 1er janvier 2010.
| Nom                       | Code Insee | Intercommunalité            | Superficie (km2) | Population (dernière pop. légale) | Densité (hab./km2) |
| ------------------------- | ---------- | --------------------------- | ---------------- | --------------------------------- | ------------------ |
| Ambarès-et-Lagrave        | 33003      | Bordeaux Métropole          | 24,76            | 15 315 (2014)                     | 619                |
| Carbon-Blanc              | 33096      | Bordeaux Métropole          | 3,86             | 7 352 (2014)                      | 1 905              |
| Saint-Loubès              | 33433      | CC Les Rives de la Laurence | 25,07            | 8 757 (2014)                      | 349                |
| Saint-Sulpice-et-Cameyrac | 33483      | CC Les Rives de la Laurence | 15,04            | 4 542 (2014)                      | 302                |
| Saint-Vincent-de-Paul     | 33487      | Bordeaux Métropole          | 13,88            | 1 021 (2014)                      | 74                 |
| Sainte-Eulalie            | 33397      | CC Les Rives de la Laurence | 9,06             | 4 599 (2014)                      | 508                |

## Représentation

### Conseillers généraux de 1833 à 2015
| Période         | Période                                          | Identité                        | Étiquette                         | Qualité |
| --------------- | ------------------------------------------------ | ------------------------------- | --------------------------------- | --- |
| 1833            | 1839                                             | François Roul                   | Majorité ministérielle            | Négociant en vins Maire de Talence Député (1831-1848) |
| 1839            | 1845                                             | Charles Adolphe Ducasse         |                                   | Juge de paix à Bordeaux |
| 1845            | 1848                                             | Lodi-Martin Duffour-Dubergier   |                                   | Président de la Chambre de commerce Colonel de la Garde nationale Maire de Bordeaux en 1842                                                                 |
| 1848            | 1852                                             | Charles Joseph James Princeteau | Droite                            | Avocat à Bordeaux, maire de Saint-Vincent-de-Paul (1846-1852) Député (1871-1875)                                                                            |
| 1852            | 1871                                             | Victor Marie Travot             | Majorité dynastique               | Ancien officier, maire de Bouliac (1846-1870) Député (1852-1869)                                                                                            |
| 1871            | 1883                                             | Frédéric Lesnier                | Républicain                       | Maire de Carbon-Blanc (1870-1871, 1881-1884) |
| 1883            | 1886 (décès)                                     | Henri Chaigneau                 | Républicain                       | Docteur en médecine |
| 1886            | 1891 (décès)                                     | Henri Savariaud                 | Républicain                       | Propriétaire à Saint-Vincent-de-Paul, conseiller d'arrondissement                                                                                           |
| 1891            | 1904 (démission) (élu dans le Canton de Fronsac) | Édouard Eymond                  | Alliance démocratique et radicale | Conseiller d'État Député (1912-1924 et 1928-1932) Maire de Lugon (1904-1929)                                                                                |
| 1904            | 1913                                             | Charles Bénard                  | Républicain                       | Propriétaire à Bordeaux |
| 1913            | 1925                                             | Alfred Pousson                  | RG                                | Professeur à la Faculté de médecine de Bordeaux Maire de Sainte-Eulalie                                                                                     |
| 1925            | 1934 (décès)                                     | Jean-Pierre Lassauguette        | SFIO                              | Chef de bureau au Parc d'artillerie de Bordeaux Maire de Floirac (1918-1934)                                                                                |
| 1934            | 1940                                             | Gaston Cabannes                 | SFIO                              | Artisan-tailleur, ancien conseiller d'arrondissement du canton de Bordeaux-5 Député (1932-1942)                                                             |
|                 |                                                  |                                 |                                   | |
| 1945            | 1950 (décès)                                     | Gaston Cabannes                 | SFIO                              | Maire de Floirac (1945-1950) |
| 28 janvier 1951 | 1968 (décès)                                     | René Cassagne                   | SFIO                              | Instituteur - Député de 1958 à 1968 Maire de Cenon de 1948 à 1968                                                                                           |
| 26 janvier 1969 | 2015                                             | Philippe Madrelle               | SFIO puis PS                      | Professeur de collège Président du Conseil général (1976-1985 et 1988-2015) Député de 1968 à 1980 Maire de Carbon-Blanc de 1976 à 2001 Sénateur (1980-2019) |

### Conseillers d'arrondissement (de 1833 à 1940)
| Période                                  | Période | Identité                                       | Étiquette           | Qualité |
| ---------------------------------------- | ------- | ---------------------------------------------- | ------------------- | --- |
| 1833                                     | 1836    | Jean Pierre Adolphe Balguerie                  |                     | Négociant, armateur, maire de Tresses, ancien conseiller général nommé                                      |
| 1836                                     | 1848    | Antoine François Eymond (1805-1878)            |                     | Notaire, maire d'Ambarès                                                                                    |
| 1848                                     |         | Jacques François Hippolyte Gourdon (1802-1872) |                     | Ancien avoué, propriétaire à Bordeaux                                                                       |
|                                          |         |                                                |                     | |
| 1871                                     | 1886    | Henri Savariaud                                | Républicain         | Propriétaire à Saint-Vincent-de-Paul (Gironde)                                                              |
| 1886                                     | 1892    | Alfred Simonnot                                | Républicain         | Maire de Bassens                                                                                            |
| 1892                                     | 1919    | Anatole Merlaud dit Ponty (1835-1923)          | Républicain         | Médecin principal de la Marine en retraite, philosophe, maire de Saint-Vincent-de-Paul (Gironde)            |
| 1919                                     | 1925    | Edmond Faulat                                  | Républicain puis RG | Maire d'Ambarès                                                                                             |
| 1925                                     | 1928    |                                                |                     | |
| 1928                                     | 1940    | Raoul Bourdieu                                 | Radical             | Maire de Bassens                                                                                            |
| 1940                                     |         |                                                |                     | Les conseils d'arrondissement ont été suspendus par la loi du 12 octobre 1940 et n'ont jamais été réactivés |
| Les données manquantes sont à compléter. |         |                                                |                     | |

## Démographie
| 1962   | 1968   | 1975   | 1982   | 1990   | 1999   | 2006   | 2011   | 2012   |
| ------ | ------ | ------ | ------ | ------ | ------ | ------ | ------ | ------ |
| 13 425 | 17 566 | 21 420 | 26 132 | 30 657 | 34 092 | 37 171 | 38 542 | 39 777 |